# Jukka Keskisalo
Jukka Keskisalo (Finlandia, 27 de marzo de 1981) es un atleta finlandés especializado en la prueba de 3000 m obstáculos, en la que ha logrado ser campeón europeo en 2006.

## Carrera deportiva
En el Campeonato Europeo de Atletismo de 2006 ganó la medalla de oro en los 3000 m obstáculos, con un tiempo de 8:24.89 segundos, llegando a meta por delante del español José Luis Blanco y el francés Bouabdellah Tahri (bronce con 8:27.15 segundos).